# Condado de Kashmar
O Condado de Kashmar (em persa: شهرستان کاشمر) é um condado da província de Razavi Coração, no Irã. Sua capital é a cidade de Kashmar.